# Nuance Communications
Nuance Communications is een Amerikaanse multinational die zich voornamelijk bezighoudt met de ontwikkeling van spraakherkenningssoftware en scantoepassingen. Het hoofdkwartier bevindt zich in Burlington, Massachusetts, in de Verenigde Staten. Het bedrijf heeft ook een kleine divisie die zich bezighoudt met software- en systeemontwikkeling voor militaire en overheidsinstanties.

## Bedrijfsgeschiedenis

### 1994-2004
Nuance is opgericht in 1994 als spin-off van SRI Internationals Speech Technology and Research (STAR) Laboratory om de spreker-onafhankelijke spraakherkenningstechnologie, ontwikkeld voor de Amerikaanse regering door SRI, te commercialiseren. Nuance was gevestigd in Menlo Park, Californië en implementeerde haar eerste commerciële spraaktoepassing in 1996. De oorspronkelijke stap naar de markt was door middel van callcenter-automatisering.
Vroege Nuancetoepassingen liepen op Windows NT-gebaseerde en Solarisbesturingssystemen en waren meestal afhankelijk van Dialogic boards voor de telefoniehardware.
- 1994 – Nuance ontstond uit SRI’s STAR Lab[4]
- 1996 – Nuance implementeerde haar eerste commerciële spraaktoepassing[5]
- 13 april 2000 – Nuance dient eerste aanvraag voor beursnotering in bij NASDAQ met het symbool NUAN[6]
- 15 november 2000 – Nuance neemt SpeechFront, een spraakberichtenbedrijf, over voor 10,5 miljoen aan contanten en aandelen.[7]

### 2005-heden
In september 2005 nam Scansoft Inc. Nuance over en fuseerde het met Nuance Communications. Het bedrijf dat hieruit voortkwam adopteerde de naam Nuance. In het decennium voor de fusie concurreerden de twee bedrijven met elkaar.
Op 19 oktober 2016 nam het bedrijf het Spaanse Agnitio over, nu als de “afdeling openbare veiligheid”. Producten van Agnitio werden gebruikt door politiediensten in meer dan 35 landen in Europa, Azië en Amerika, waardoor het bedrijf door Yahoo beschouwd wordt als een marktleider in forensische vocale biometrie.